# Tradução intersemiótica
Termo cunhado por Roman Jakobson ao definir os três tipos de tradução: intralingual, interlingual e intersemiótica. Para ele a tradução intersemiótica é a tradução que se faz por meio de linguagens diferentes ou sistemas de signos diferentes ou seja na interpretação de signos verbais por meios não verbais ou de um sistema de signos para outro. Um exemplo seria a tradução/ interpretação de um livro para filme, também chamada de adaptação.
O termo tradução intersemiótica é, mais tarde, adotado e discutido por Julio Plaza e Jacques Derrida para formar uma teoria da tradução ou uma forma de conceber a tradução deste tipo. 